# Flämische Gemeinschaft
Die Flämische Gemeinschaft (niederländisch Vlaamse Gemeenschap, französisch Communauté flamande) ist neben der Französischen Gemeinschaft und der Deutschsprachigen Gemeinschaft eine der drei Gemeinschaften des Königreichs Belgien und somit ein Gliedstaat des belgischen Bundesstaates. Verwaltungssitz der Gemeinschaft ist Brüssel.
Neben den drei Gemeinschaften gibt es drei (nicht deckungsgleiche) Regionen in Belgien. Die Flämische Gemeinschaft dient den niederländischsprachigen Belgiern – unabhängig davon, ob sie in der niederländischsprachigen Region Flandern oder in der zweisprachigen Region Brüssel-Hauptstadt wohnen.

## Zuständigkeiten
In die Zuständigkeit der Gemeinschaften in Belgien fallen die Politikbereiche Kultur, Bildung, Sprache und Teile des Sozialwesens, also für die Bedürfnisse der Menschen. Die Regionen befassen sich hingegen mit Politikbereichen, die eher grundbezogen sind, wie Wohnungsbau und Verkehr.
Die Flämische Gemeinschaft ist zuständig sowohl für die Einwohner der Region Flandern als auch für den niederländischsprachigen Teil der Bevölkerung der Region Brüssel-Hauptstadt, das sind dort, je nach Stadtteil, zwischen 6 und 15 Prozent.

## Aufbau und Funktionsweise
Die Institutionen der Flämischen Gemeinschaft (Parlament und Regierung) wurden bereits 1980 mit denjenigen der Flämischen Region zusammengelegt. Die aus der Region Brüssel-Hauptstadt stammenden Abgeordneten des Flämischen Parlamentes haben nur in Angelegenheiten Stimmrecht, die in die Zuständigkeit der Flämischen Gemeinschaft fallen, nicht hingegen in solchen, die in die Zuständigkeit der Region Flandern fallen. Sitz der gemeinsamen Institutionen von Flämischer Gemeinschaft und Region Flandern ist Brüssel.
Im Gegensatz dazu sind die Französische Gemeinschaft mit ihrem Verwaltungssitz in Brüssel und die Region Wallonien mit ihrem Verwaltungssitz in Namur sowohl räumlich als auch institutionell voneinander getrennte Einrichtungen.